# Чарльз, Дэдра
Дэдра Джанел Чарльз (англ. Daedra Janel Charles; 22 ноября 1968 года, Детройт, округ Уэйн, Мичиган, США — 14 апреля 2018 года, там же) ― американская профессиональная баскетболистка, выступала в женской национальной баскетбольной ассоциации. Была выбрана на драфте ВНБА 1997 года на первом этапе элитного раунда под общим восьмым номером клубом «Лос-Анджелес Спаркс». Играла в амплуа тяжёлого форварда и центровой. Училась в университете Теннесси. В составе сборной США завоевала бронзовые медали на летних Олимпийских играх 1992 года в Барселоне. После завершения спортивной карьеры вошла в тренерский штаб родной студенческой команды «Теннеси Леди Волантирс», в котором работала в течение двух сезонов.

## Баскетбол
Чарльз была отобрана в сборную, которая должна была участвовать в 1992 году на Олимпиаде, проходившей в Барселоне, Испания. Американки выиграли свои первые три игры, а потом играли с Единой командой и были побеждены со счётом 79-73. Команде США затем пришлось бороться со сборной Кубы за бронзовые медали. Кубинки получили небольшое преимущество в середине второго тайма, но американкам удалось вернуть себе лидерство и финишировать со счётом 88-74 победу и бронзовыми медалями. Чарльз среднем имела 6,2 очка за игру.
Чарльз продолжала представлять США, выступив в 1994 году на чемпионате мира в Сиднее, Австралия. Команду тренировала Тара ван Дервир. Американки выиграли свои первые игры. В матче против команды Испании Чарлиз проявила себя как лучший бомбардир сборной с 18 очками, внеся вклад в победу. Она также забила 22 очка в победном матче с хозяевами турнира. Затем команда столкнулась со сборной Бразилии. Несмотря на 29 забитых очков от одной лишь Катрины Макклэйн, американки проиграли со счётом 110-107, когда их оппоненты забили десять из десяти штрафных бросков на последней минуте. В конце команда США снова победила сборную Австралии со счётом 100-95, тем самым завоевав бронзовые медали.